# Air Queensland
Air Queensland, anteriormente Bush Pilots Airways, fue una aerolínea australiana que operó desde 1951 hasta 1988.

## Historia
Bush Pilots Airways se formó en 1951 y operó en Queensland (Australia) hasta 1988. Uno de sus primeros aviones fue un De Haviland DH-90 "Dragonfly" registrado como VH-AAD. Este fue comprado a Adastra Airways Ltd. en Sídney en 1951 y voló a Cairns, Queensland por el fundador de Bush Pilots Bob Norman.
En mayo de 1972 Bush Pilots absorbió a Queensland Pacific Airways Ltd., haciéndose cargo de su avión Douglas DC-3.
En 1978 Bush Pilots Airways cambió su nombre a BPA. BPA operaba aviones Douglas DC-3, Britten-Norman Trislanders y Swearingen Metroliners. Las operaciones se realizaban principalmente en Queensland (Australia), aunque la aerolínea también prestaba servicio a Groote Eylandt en el Territorio del Norte. Los servicios al norte de Brisbane (y de regreso) eran muy populares entre los viajeros de negocios y los turistas. Un recorrido típico incluía paradas en ciudades regionales entre Brisbane y Townsville, como Maroochydore, Maryborough, Bundaberg, Gladstone, Rockhampton y Mackay. Los servicios de corta distancia operaban desde Cairns a lugares del interior y de la costa como Cooktown, Karumba y Normanton. Con paradas tan frecuentes no se alcanzaba nunca una gran altitud, lo que ofrecía buenas vistas de esta parte escénica del estado.
El 1º de diciembre de 1981, BPA se convirtió en Air Queensland. Air Queensland fue la última aerolínea de Australia en utilizar los DC-3 de Douglas en los servicios regulares, el último fue retirado el 7 de abril de 1988. El nombre de Air Queensland dejó de existir el 30 de abril de 1988 cuando la aerolínea fue absorbida por Australian Airlines (posteriormente absorbida por Qantas). El último director general fue Ron Entsch.
Un Douglas DC-3, anteriormente operado por Bush Pilots Airways, estuvo en exhibición en el Aeropuerto Internacional de Cairns desde 1984 hasta 2008, cuando fue retirado debido a preocupaciones sobre su integridad estructural.
Para 1988 Air Queensland servía 44 destinos en todo Queensland y el Territorio del Norte.